# 845 v.Chr.
Het jaar 845 v.Chr. is een jaartal volgens de christelijke jaartelling.

## Gebeurtenissen

### Palestina
- Onafhankelijkheid van het koninkrijk Edom.
- Onafhankelijkheid van de Filistijnen.